# 大野教会堂
大野教会堂（おおのきょうかいどう）は、長崎県長崎市下大野町にあるキリスト教（カトリック）の教会堂である。2008年（平成20年）に国の重要文化財に指定され、ユネスコの世界遺産暫定リスト掲載され、2018年6月30日に世界遺産登録が決定した「長崎と天草地方の潜伏キリシタン関連遺産」を構成する大野集落に包括されている。

## 沿革
カトリック出津教会の巡回教会として、神浦・大野地区の信徒のためにマルク・マリー・ド・ロ神父が自費を投じ、信徒の奉仕によって建てられた教会堂である。
- 1893年（明治26年）、竣工
- 2004年（平成16年）、解体修理施工
- 2008年（平成20年）、国の重要文化財に指定[1]

## 建物

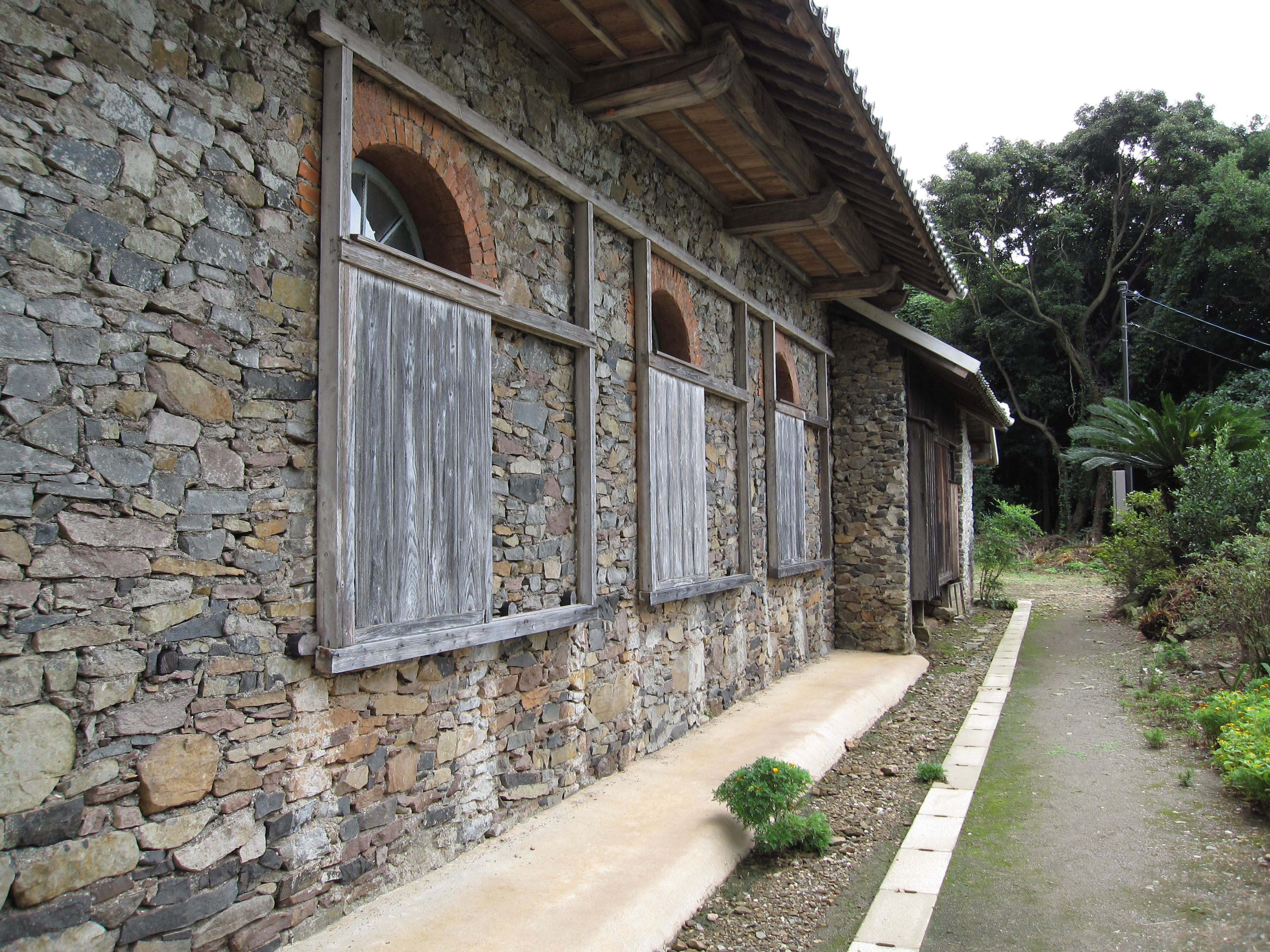
ド・ロ壁で作られた外壁（西面）

マルク・マリー・ド・ロ神父の設計と指導により建てられた、平屋建、瓦葺きの教会である。北を正面とし、北側の会堂部と南側の司祭室部に分かれる。会堂部は石造で、間口6.1メートル、奥行11.8メートル。北面と東西側面の外壁は「ド・ロ壁」と呼ばれ、玄武岩の切石を漆喰で固めた壁となっている。司祭室部は木造で間口7.0メートル、奥行8.0メートルである。北側正面に開口部がなく、側面の入口から風除室を通って堂内に入る珍しい形式になっている。建物とともに土地518.84平方メートルも重要文化財に指定されている。天主堂の庭には聖母マリア像が立ち、そこから角力灘や東シナ海を望み、五島列島が遠望できる。

## その他
- 2022年、教会敷地内の石積みの土留がイノシシにより崩される、掘り起こされるなどの被害が確認された[7]。

## 所在地
〒851-2427 長崎県長崎市下大野町2619

## 周辺施設
- 道の駅夕陽が丘そとめ
- 旧出津救助院
- ド・ロ神父遺跡（ド・ロ神父記念館）